# Orkest van de Titanic

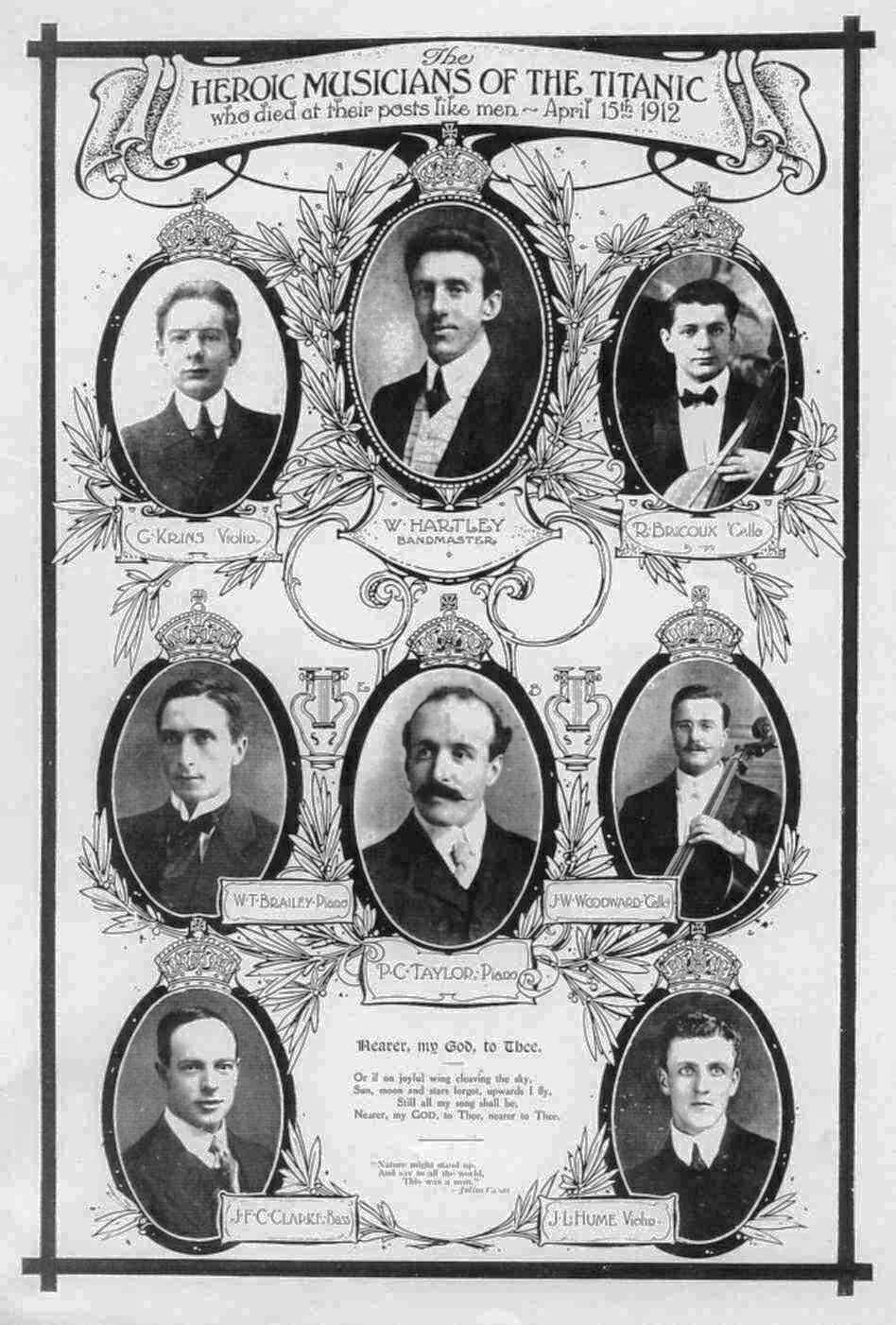
Het hele orkest van de Titanic: van links naar rechts en van boven naar beneden: George Krins, Wallace Hartley, Roger Bricoux, Theodore Brailey, Percy Taylor, Wes Woodward, John Clarke en John Hume.

Het orkest van de Titanic was een salonorkest dat bestond uit acht muzikanten. In april 1912 speelde het aan boord van de Titanic tijdens de eerste reis van dit trans-Atlantische passagiersschip. Onder de leiding van Wallace Hartley, de violist die het orkest ook mede had samengesteld, speelden Theodore Brailey, John Hume, Percy Taylor, Frederick Clarke, John Woodward, Roger Bricoux en Georges Krins. Ze waren allemaal Brits, behalve Bricoux en Krins (respectievelijk Frans en Belgisch).
Het orkest verwierf zijn faam in de nacht van 14 op 15 april, toen het schip zonk na het raken van een ijsberg. De muzikanten bleven zo lang mogelijk doorspelen om paniek te voorkomen. Hun heldhaftigheid is legendarisch geworden, net als het laatste stuk dat ze gespeeld hebben. De getuigenverklaringen spreken elkaar tegen, maar volgens de overlevering was dit een Engelse christelijke hymne, Nearer, My God, to Thee (Nader, mijn God, bij U). Enkele historici zijn van mening dat de aanwezigheid van het orkest gezorgd kan hebben voor een onterecht gevoel van veiligheid, waardoor mensen niet op tijd het schip hebben verlaten.
Alle acht muzikanten zijn omgekomen bij de schipbreuk. De lichamen van drie van hen werden geborgen. De andere lichamen werden niet gevonden of in ieder geval niet geïdentificeerd. Hun begrafenissen, vooral die van orkestleider Hartley, werden bijgewoond door grote menigten. Het publiek en de pers waren zeer enthousiast over de heldhaftigheid van het orkest, waarvoor verschillende monumenten zijn opgericht. De musici van de Titanic werden in hun tijd het symbool van jonge mensen die oude waarden als stoïcisme en zelfopoffering hadden herwonnen, waarvan men dacht dat de jonge generatie ze was kwijtgeraakt. In films over de ondergang van de Titanic komt het orkest bijna altijd voor.

## Achtergrond en opdrachtgevers
In het begin van de 20e eeuw waren passagiersschepen meer dan alleen maar vaartuigen geworden, het waren echte luxehotels. De bemanning was uitgebreid met een flink aantal koks, obers en stewards die moeten zorgen voor het comfort van de passagiers. De komst van orkesten aan boord was een zeer zichtbaar aspect van deze verandering. De orkesten waren in eerste instantie samengesteld uit passagiers die instrumenten bespeelden, daarna uit bemanningsleden die ook als muzikant optraden. Uiteindelijk werden de orkesten steeds professioneler. Het eerste orkest van professioneel kaliber deed zijn intree in 1907, op de Adriatic van de White Star Line. In de jaren daarna werden zulke orkesten een essentieel onderdeel van de bemanning van de grootste cruiseschepen. 

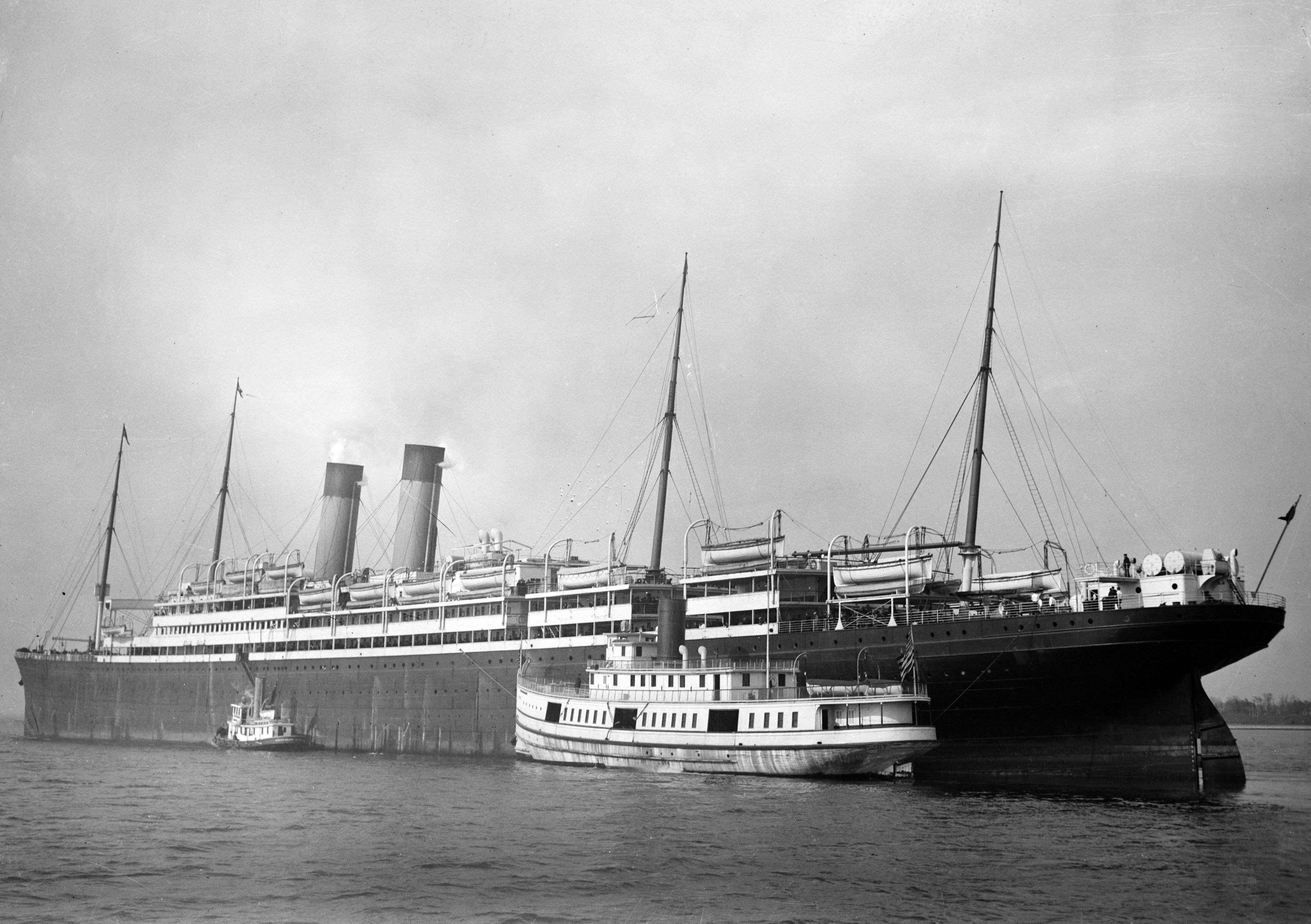
De Adriatic, het eerste schip van White Star Line met een professioneel orkest, in 1907.

Om de beste muzikanten aan boord te krijgen, huurden rederijen hun orkesten in via impresario's. De White Star Line betaalde zelf niet rechtstreeks de orkestleden (die ook niet op de bemanningslijsten staan), maar besteedde de keuze van de muzikanten en hun bezoldiging uit aan het Black Talent Agency. Dit agentschap uit Liverpool organiseerde het muzikaal amusement op vele cruiseschepenen en had bij de White Star Line de exclusieve rechten op dit gebied verkregen vanwege de scherpe prijzen die het hanteerde.
De broers Charles en Frederick Black, aanvankelijk zelf professionele muzikanten, stonden aan het hoofd van dit bedrijf dat orkesten leverde aan grote hotels en prestigieuze rederijen, zoals de White Star Line, de Cunard Line, de Royal Mail Steam Packet Company en de American Line. Hun zakelijke praktijken en de manier waarop ze hun muzikanten behandelen, wekte de woede op van de Amalgamated Musicians' Union (AMU) een van de belangrijkste Britse muzikantenvakbonden van die tijd. Deze woede nam een nieuwe wending na het zinken van de Titanic, waardoor de praktijken van Black Talent Agency aan het licht werden gebracht. Dit zette de AMU ertoe aan om de muzikanten te vragen om ervoor te kiezen of het agentschap van de gebroeders Black of de vakbond te verlaten.

## De samenstelling van het orkest
Het orkest van de Titanic was onderverdeeld in een kwintet en een trio: het kwintet bestond uit Wallace Hartley (viool), John Hume (viool), John Woodward (cello), Frederick Clarke (contrabas) en afwisselend Percy Taylor of Theodore Brailey op piano. Het trio bestond uit Roger Bricoux (cello), Georges Krins (viool) en een van de twee pianisten. De samenstelling van deze groepen, die wordt bevestigd door de meeste historici, leidt vaak tot discussie. Zo had het trio ook een altist moeten hebben, maar het is onmogelijk om te weten welke musicus deze rol heeft gespeeld, en dus ook wat de formatie van de groep was. Twee van de orkestleden, Theodore Brailey en Roger Bricoux, hadden eerder gewerkt aan boord van de Carpathia, het schip van de Cunard Line dat later de overlevenden van de Titanic zou oppikken. Drie van hen (Krins, Taylor en Clarke), hadden nog nooit eerder op een schip gespeeld.
Wallace Hartley

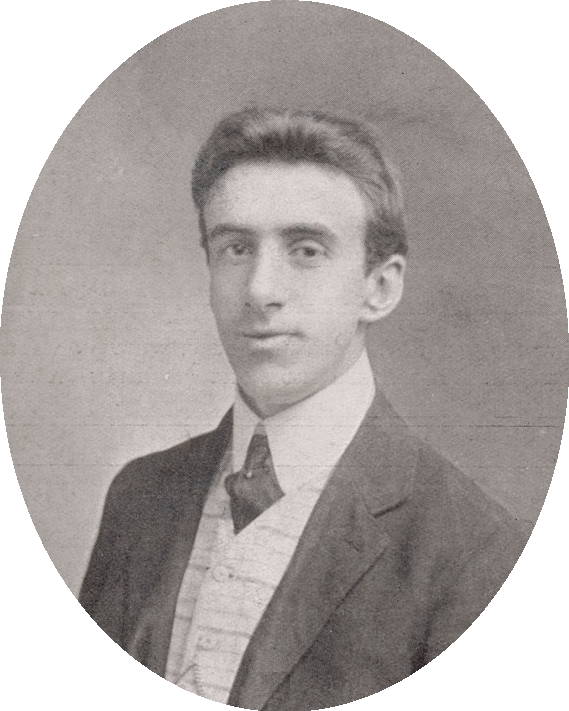
Wallace Hartley was de orkestleider van de Titanic

Walace Henry Hartley (geboren op 2 juni 1878) was orkestleider en violist. Hij groeide op in Colne in een methodistisch milieu. In zijn jeugd kwam hij al in aanraking met de muziek; zijn vader was dirigent van het parochiekoor. Hartley was aanvankelijk niet van plan om beroepsmuzikant te worden en koos voor een kantoorbaan. Hij speelde eerst bij gemeentelijke orkesten en werd daarna steeds professioneler. In 1909 werkte hij voor het eerst aan boord van een schip, de Lucania van de Cunard Line. Daarna volgden de prestigieuze Lusitania en de Mauretania, waar hij dirigent werd. Hij werd uiteindelijk door de gebroeders Black overgeplaatst naar de Titanic.
Roger Bricoux
Roger Bricoux, cellist, was de enige Franse muzikant aan boord van de Titanic. Hij werd geboren op 1 juni 1891 in Cosne-sur-Loire. Later verhuisde zijn familie naar Monaco. Tijdens zijn studie werkte hij voor het eerst bij orkesten. Na voltooiing van zijn studie aan het Parijse conservatorium vertrok hij in 1910 naar Engeland om deel uit te maken van het orkest van het luxueuze Grand Central Hotel in Leeds. Eind 1911 verbleef hij in Lille en speelde hij op verschillende plaatsen in de stad. Begin 1912 trad hij in dienst op de Carpathia van de Cunard Line, samen met Theodore Brailey; in april werden ze allebei overgeplaatst naar de Titanic.
Theodore Brailey
William Theodore "Theo" Brailey werd geboren op 25 oktober 1887 in Walthamstow, Essex. Hij was de zoon van William "Ronald" Brailey, een bekende spiritualist. Op school toonde hij al aanleg voor muziek. Nadat hij in een hotel had opgetreden, tekende hij in 1902 voor een periode van 12 jaar als muzikant bij de Royal Lancashire Fusiliers. Hij was gestationeerd in Barbados en keerde daarna terug naar Engeland om naar een muziekschool te gaan. In 1907 kocht hij zich vroegtijdig vrij uit het leger. Hij raakte gepassioneerd door de luchtvaart, die toen nog in de kinderschoenen stond, en bouwde daar een vriendenkring op. In 1912 kwam hij uiteindelijk terecht op een passagiersschip. Eerst speelde hij op de Saxonia, voordat hij in 1912 aanmonsterde bij de Carpathia. Daar ontmoette hij Roger Bricoux en samen vertrokken de twee uiteindelijk naar de Titanic, waar hij piano speelde.
John “Wes” Woodward
John Wesley Woodward werd geboren op 11 september 1879 in Hill Top bij Birmingham. Hij kwam uit een muzikale familie; twee van zijn broers en zijn vader stierven tijdens zijn jeugd.
Op twintigjarige leeftijd was hij officieel muzikant, nadat hij geslaagd was voor zijn cello-examens. In 1907 trad hij toe tot het orkest van de hertog van Devonshire. Na een verblijf in het Caribisch gebied kreeg hij de smaak van het reizen te pakken en nam hij contact op met het bureau van de gebroeders Black. In juni 1911 ging hij aan boord van de Olympic, samen met John Hume. Na de aanvaring met het Britse marineschip Hawke in 1911 werd Woodward overgeplaatst naar de Caronia van de Cunard Line. Hij kwam in april 1912 op de Titanic en overwoog die zomer op te houden met varen.
John “Jock” Hume

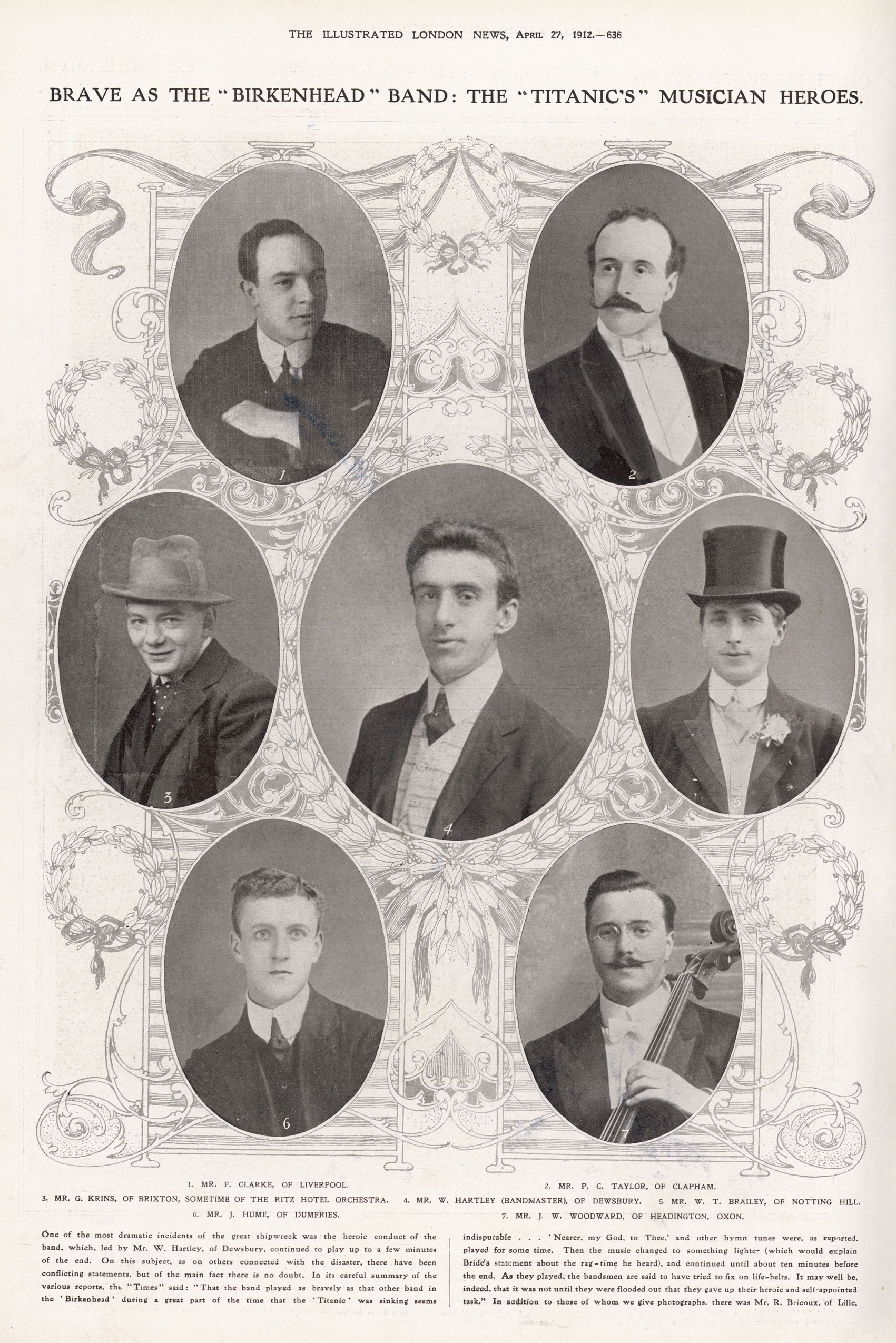
De muzikanten van de Titanic. Roger Bricoux staat niet op de foto.

John Law Hume, door zijn collega's en vrienden "Jock" genoemd, werd geboren op 9 augustus 1890 in Dumfries, Schotland. Hij groeide op in een familie van muziekliefhebbers (hij kreeg vioolles van zijn vader), en onderscheidde zich door zijn vrolijkheid en humor.
Na een carrière als kantoormedewerker, een baan die hem niet beviel, ging hij aan de slag bij scheepsorkesten, eerst bij de Anchor Line. Vervolgens voer hij op grotere schepen zoals de Celtic en Megantic, en daarna op de Olympic met Wes Woodward. Na de aanvaring met de Hawke werd Hume orkestleider op de Carmania, voordat hij naar de Titanic ging. In die tijd hoorde hij dat zijn vriendin Mary Costin zwanger was. Hij zou bij terugkeer met haar moeten trouwen.
Georges Krins
Georges Alexandre Krins werd geboren in het derde arrondissement van Parijs op 18 maart 1889. Zijn ouders waren Auguste Adolphe Krins en Louise Clémentine Krins, geboren Petit. Hij had de Belgische nationaliteit. Hij groeide op in Spa en leerde vioolspelen. Na het conservatorium werkte hij in grote hotels in Parijs en Londen, met name het Ritz in Piccadilly. Hij was gefascineerd door de Napoleontische oorlogen en wilde bij het leger gaan, maar zijn familie dwong hem om voor de koopvaardij te kiezen. De Titanic was zijn eerste benoeming op zee.
Percy Taylor
Percy Cornelius Taylor is de minst bekende van de muzikanten van de Titanic. Hij werd geboren op 20 maart 1873; hij groeide op in Londen. Een ongelukkig huwelijk kan zijn beslissing verklaren om naar New York te verhuizen. Aan boord van de Titanic speelt hij cello en piano.
Fred Clarke
Ook over John Frederick Preston Clarke, contrabassist, is niet zoveel bekend. Hij werd geboren op 28 juli 1883 in Manchester. Hij sloot zich aan bij een symfonieorkest dat was opgericht door zijn oom Vasco Akeroyd. Hij speelde ook bij andere orkesten, onder meer bij de kroning van koning George V. Hij speelde volgens zijn familie op de Titanic om naar de Verenigde Staten te kunnen gaan, waar hij de nalatenschap van zijn vader wilde afhandelen, die daar net was overleden.

## Geschiedenis

### Aanstelling
Toen de gebroeders Black hoorden dat ze voor de eerste oversteek van de Titanic het orkest moesten leveren, wisten ze dat dit een doorbraak kon zijn voor hun agentschap, omdat de oversteek veel publiciteit zou krijgen. Ze namen Wallace Hartley aan, die toen een gerenommeerde orkestleider was op de Mauretania. Voor het selecteren van de overige leden van het orkest gebruikten ze hun eigen contacten en ook de aanbevelingen van Hartley. Hij werd ruim van tevoren aangenomen en deed voorstellen voor te benaderen musici. Velen weigerden, zoals de violist Ernest Drakeford (drie jaar later overlevende van de schipbreuk van de Lusitania).
In april 1912 keerde Hartley terug naar Liverpool aan boord van de Mauretania met Bricoux en Taylor, die net waren afgemonsterd van de Carpathia. Het is onbekend of de twee mannen waren ingehuurd op Hartley’s verzoek. In de dagen vlak voor vertrek gingen ze allemaal naar Southampton, sommigen met hun kostbare muziekinstrumenten: Wes Woodward vertrok met zijn beste cello, terwijl John Hume aan boord ging met twee violen uit zijn collectie. Door het verlies van deze violen had zijn familie lange tijd schulden.
De muzikanten reizen tweedeklas na een meningsverschil met de vakbonden. De vakbonden waren verontwaardigd dat de Black Talent Agency de salarissen had verlaagd; ze hadden daarover geklaagd bij de White Star Line en hen gevraagd of zij zelf de muzikanten wilden inhuren en betalen. Joseph Bruce Ismay, directeur van de rederij, had dit geweigerd omdat hij van mening was dat het beheer van orkesten niet zijn verantwoordelijkheid was en koos ervoor om ze uit de scheepsregisters te schrappen. Aangezien zij niet meer tot de bemanning behoorden, reisden de musici tweedeklas en moesten ze 50 pond bij zich hebben voor de formaliteiten op Ellis Island bij aankomst in de Verenigde Staten.

### Inscheping en overtocht

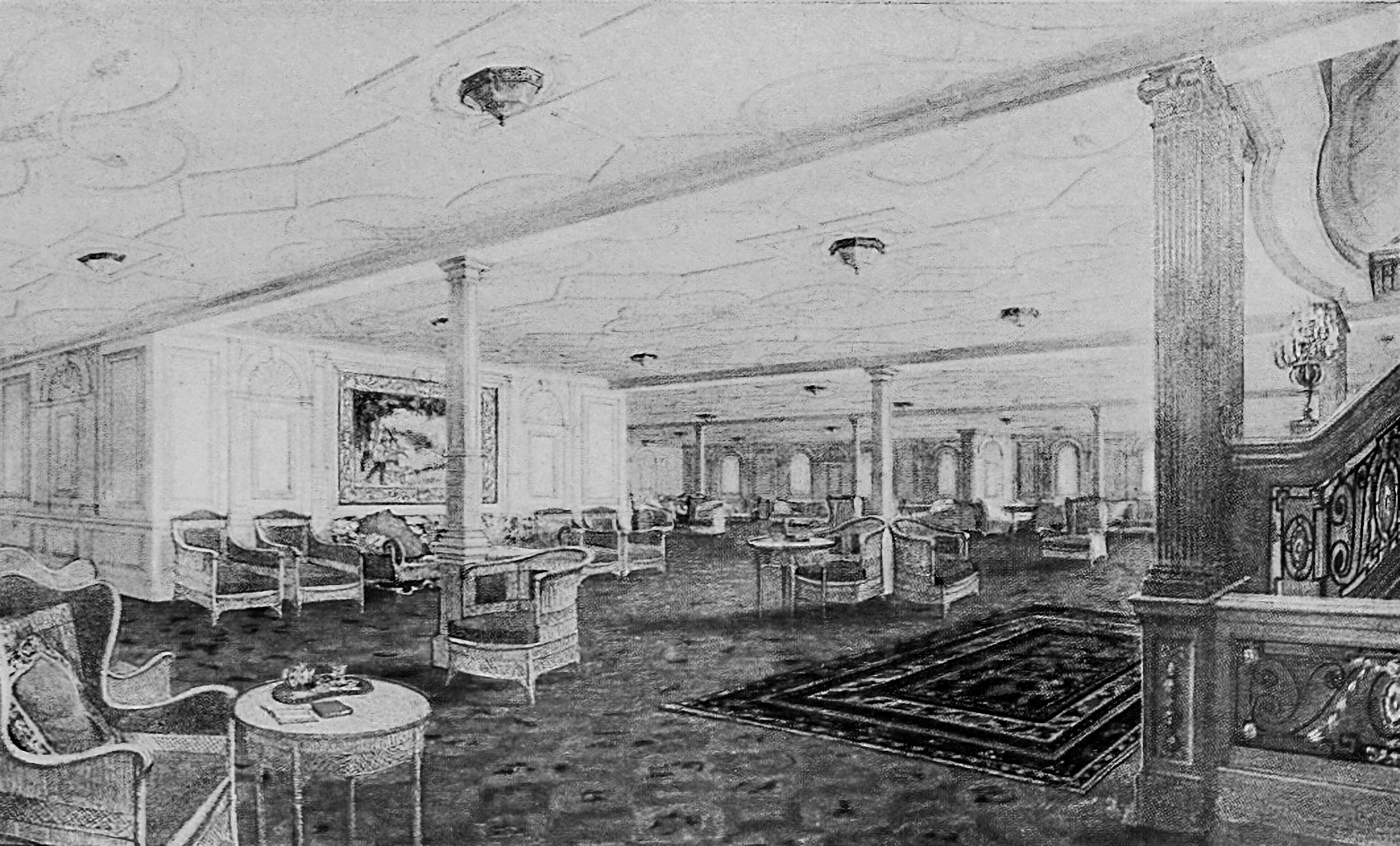
Het kwintet speelde voornamelijk in de ontvangstzaal van de eersteklas.

Op 10 april 1912 gingen de acht leden van het orkest in de haven van Southampton aan boord van de Titanic. Ze waren ingedeeld in de tweedeklas op een gemeenschappelijk ticket met het nummer 25065452. De precieze accommodatie van de orkestleden is onzeker; zij kregen twee hutten toegewezen: één met drie plaatsen in de bemanningsverblijven op het E-dek bij Scotland Road en één met vijf plaatsen op hetzelfde dek in een tweederangs hut aan de achtersteven, die een ruimte had om de instrumenten op te bergen. De manier waarop de muzikanten hun hutten onderling hebben verdeeld is onzeker, maar het is waarschijnlijk dat het kwintet de grootste hut voor zichzelf heeft gereserveerd.
Terwijl de passagiers inscheepten, dirigeerde Hartley het kwintet op het bovendek (of in de eersteklas ontvangstruimte, afhankelijk van de getuigenverklaringen). Het orkest speelde altijd de ‘White Star March’, een loflied van de rederij.
Alles wat te maken heeft met het orkest op de Titanic is met enige twijfel omgeven. Het merendeel van wat erover het orkest bekend is, is gebaseerd op de herinneringen van de passagiers, of op wat er gebruikelijk was op andere schepen uit die tijd. Het schema van optredens van het orkest tijdens de overtocht is niet duidelijk. Het is zeker dat het trio speelde in de buurt van het Café Parisien en het à la carte restaurant, in het achterste deel van de grote trap. De White Star Line wilde een Franse sfeer creëren, wat de aanwezigheid van Roger Bricoux en Georges Krins verklaart. Parijs was destijds de culturele stad bij uitstek en het is mogelijk dat het trio een speciaal repertoire had dat hier goed bij paste. Waar het kwintet speelde is niet zo duidelijk. Bruce Beveridge probeert in zijn boek dat een gedetailleerde beschrijving van het schip geeft, een nauwkeurig rooster van het kwintet op te stellen waarbij hij zich baseert op andere orkesten van de White Star Line, met name op het orkest van de Olympic. Volgens hem speelde het kwintet in de eersteklas ontvangstruimte bij de thee en na het diner. Het trad van elf uur tot twaalf uur ook op bovenaan de grote trap, en het speelde drie keer per dag bij de hoofdtrap in de tweedeklas. Het orkest speelde volgens hem niet tijdens de maaltijd. In zijn boek over het orkest is Steve Turner vager en doet hij alleen verslag van de verklaringen van overlevenden, die het hebben over optredens in het café Véranda, in de salon van de tweedeklas en in de eetzaal tijdens de maaltijden. Het is in ieder geval zeker dat het orkest speelde tijdens de kerkdienst onder leiding van de kapitein op zondag.
Het optreden van het orkest na het diner in de ontvangsthal was waarschijnlijk het best bezocht. Er is weinig bekend over de populariteit van het orkest van de Titanic, maar een vergelijking met dat van het zusterschip de Olympic geeft een idee. Tijdens de eerste overtochten van de Olympic was het 's avonds bij het optreden van het orkest inderdaad druk in de ontvangsthal. Op de Titanic was de ontvangsthal nog groter dan op de Olympic.
De romanschrijver Helen Churchill Candee, een overlevende van de Titanic, geeft deze getuigenis over het orkest: ‘Sommigen zeiden dat ze Wagner niet goed speelden, anderen dat de viool niet volgde. Maar dat was alleen om maar wat te zeggen, want er was aan boord niks populairder dan het orkest. Dat zag je aan het feit dat iedereen weigerde te vertrekken. En iedereen vroeg zijn favoriete muziek aan.’

### Het repertoire van het orkest

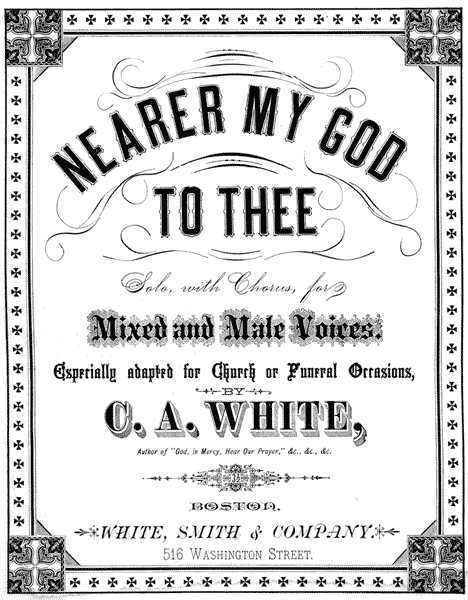
Het orkest zou als laatste het gezang Nearer, My God, to Thee (Nader mijn God, bij U) gespeeld hebben.

Het precieze repertoire is niet bekend. Het is zeker dat de muzikanten een muziekboek van de rederij, dat uitgegeven was door de Black Talent Agency, moesten kennen, en dat dit ter beschikking werd gesteld aan de reizigers. Muzikanten moeten alle stukken die door de White Star Line geselecteerd waren van buiten kennen zodat ze op verzoek van de passagiers konden worden gespeeld. Men gaat ervan uit dat er 352 muziekstukken waren. De precieze samenstelling van het repertoire van het orkest van de Titanic is echter onbekend. De getuigenissen van de overlevenden geven een idee: walsen, klassieke muziek, foxtrot en ragtime stonden op het programma. Wat betreft ragtime liep men op de mode vooruit.

## Het orkest tijdens het zinken van de Titanic
Toen ze hoorden dat de Titanic op 14 april 1912 om 23:40 uur een ijsberg had geraakt, verzamelden de acht muzikanten zich in de eersteklas lounge om te spelen. Het orkest kreeg de opdracht om vrolijke liedjes te spelen om te voorkomen dat er paniek zou uitbreken onder de passagiers. Ze beginnen om kwart over twaalf ’s nachts te spelen. Even later ging het orkest naar de grote trap waar een piano stond. Dit was de eerste keer dat de acht muzikanten samen speelden. Naarmate de avond vorderde, begonnen de passagiers zich op het dek te verzamelen om de reddingsboten te bereiken. Het orkest ging daar ook heen en stond aan stuurboord, vlak bij de gymzaal ter hoogte van de tweede schoorsteen.
Maar weinig bronnen vermeldden het aantal aanwezige musici van dit moment: sommige bronnen twijfelen eraan of het mogelijk zou zijn om de cello te bespelen toen het dek vlak voor het zinken sterk begon te hellen. De rol van de twee pianisten is nog onduidelijker omdat het onwaarschijnlijk is dat een piano naar buiten is verplaatst. De weinige bronnen die het aantal muzikanten vermeldden, suggereren dat het hele orkest bij elkaar was. Het belang van het orkest wordt echter niet tegengesproken. Voor de tweede officier, Charles Lightoller, hielp het om de rust te bewaren terwijl de reddingsboten volgeladen werden, zoals hij in zijn memoires uitlegt: "In het algemeen hou ik niet van jazzmuziek, maar die avond ik was blij om het te horen. Ik denk dat het ons veel geholpen heeft.” Die mening was echter niet iedereen toegedaan. Historicus Senan Molony, auteur van verschillende boeken over de schipbreuk, is van mening dat de muziek van het orkest een gevoel van veiligheid creëerde dat vele passagiers overhaalde om aan boord te blijven en hen daarmee ter dood veroordeelde.

### Laatst gespeelde nummer
De legende rond het orkest van de Titanic is meestal gebaseerd op het laatst gespeelde stuk. De meeste getuigenissen zeggen dat het orkest tot ongeveer twee uur speelde. Daarna maakte het schip slagzij en was het niet meer mogelijk om de instrumenten vast te houden. Vaak wordt Nearer, my God to thee beschouwd als het laatste muziekstuk dat gespeeld werd, maar andere getuigenverklaringen spreken dit tegen. Zo herinnerde de radiotechnicus Harold Bride zich nog helder dat hij hen het stuk Autumn heeft horen spelen. Het is echter zeer waarschijnlijk dat hij het verwisselde met de wals Dream of Autumn dat ook tot het repertoire van het orkest behoorde en die makkelijk gespeeld had kunnen worden, zelfs onder de moeilijke omstandigheden toen het donker was en het schip slagzij maakte. Archibald Gracie, die tot het laatste moment aan boord bleef, dacht daarentegen dat het onwaarschijnlijk is dat het orkest de beroemde hymne Nearer, my God, to thee zou hebben gespeeld, omdat het een vreselijke paniek zou hebben veroorzaakt.
Walter Lord beschouwt in zijn boek De nacht van de "Titanic" de getuigenis van Bride als de meest waarschijnlijke, en gelooft dat het verhaal dat Nearer, My God, to Thee als laatste is gespeeld een dag na de schipbreuk in de pers is ontstaan. Toch krijgt deze theorie nog steeds steun en verschillende feiten staven deze ook. Zo zei Wallace Hartley toen hij aan boord van de Mauretania werkte, dat als hij op een schip zou zitten dat schipbreuk zou lijden, dat hij dan zeker Nearer, My God, to Thee zou spelen.
Hoogleraar en musicoloog J. Marshall Bevil deed in 1999 onderzoek naar wat de laatste gespeelde stukken hadden kunnen zijn; hij deed dit op basis van getuigenissen, maar ook op basis van overeenkomsten tussen verschillende genoemde stukken die tot verwarring hadden kunnen leiden. Volgens hem staat het vast dat de melodie die Bride Autumn noemde in feite de wals Dream of Autumn was, die dus kort voor het zinken van het schip werd gespeeld. Bevil merkt echter op dat er daarna nog tijd was voor het orkest om Nearer, My God, to Thee te spelen, voordat het schip helemaal gezonken was. Als dit het geval was, dan zou er hierover verwarring ontstaan kunnen zijn omdat de methodist Hartley waarschijnlijk de voorkeur gegeven zou hebben aan de versie op de melodie Propior Deo van Arthur Sullivan, en niet aan de in andere delen van de wereld bekendere versie op de melodie Bethany van de Amerikaanse componist Lowell Mason.

## Nagedachtenis

### Reacties in de pers
De eerste verhalen uit eerste hand over de schipbreuk van de Titanic verschenen in de avond van 18 april in de pers, toen de overlevenden aan boord van de Carpathia in New York aankwamen. Vele journalisten haastten zich naar de kades in de hoop een interview te kunnen afnemen dat een primeur zou kunnen opleveren. De verslaggever Carlos Hurd bevond zich aan boord van de Carpathia tijdens de redding en hij kon dus meerdere dagen overlevenden interviewen. Zijn verhaal bereikte zo snel als het gezien de moeilijke omstandigheden mogelijk was zijn redactie en werd gepubliceerd in het nummer van Evening World, dat verscheen op 18 april. Dit was de eerste keer dat er in de pers verslag werd gedaan van de heldhaftigheid van het orkest.
Diezelfde dag lukte het Carr van Anda, hoofdredacteur van de New York Times, om een exclusieve verklaring te krijgen van de radio-telegrafist Harold Bride. Harold Bride bleef tot het einde op het schip en ook hij meldde hoe het orkest, door tot het einde toe te blijven spelen volgens hem een van de meest indrukwekkende daden van die nacht had verricht. Al gauw werd de pers gegrepen door het idee van het orkest en zijn daden: de voorpagina’s stonden er vol mee, en van de bladmuziek van Nearer, My God, to Thee, die ter ere van het orkest werd uitgegeven, werden tienduizenden exemplaren verkocht. Uiteindelijk werden de gezichten van de muzikanten aan het publiek getoond in een fotomontage die verspreid werd door de Illustrated London News (er is nooit een foto genomen van alle muzikanten samen). Deze montage laat de foto’s van zeven van de acht orkestleden zien: de familie Bricoux slaagde er niet in op tijd een foto in te sturen.
Het orkest van de Titanic werd toentertijd in de pers ook gepresenteerd als een symbool van deugdzaamheid. In een tijd waarin de jeugd als lui, respectloos, vervreemd van religieuze waarden werd beschouwd, sprak het idee dat acht jonge mannen tot hun dood hun taak bleven vervullen door een religieuze hymne te spelen tot de verbeelding. De acht muzikanten vertegenwoordigden de waardes waarvan men dacht dat de jonge generatie ze was kwijtgeraakt. Dit beeld van het orkest van de Titanic als icoon van stoïcisme, christelijke naastenliefde en deugdzaamheid, komt nog steeds terug.

### Eerbetoon

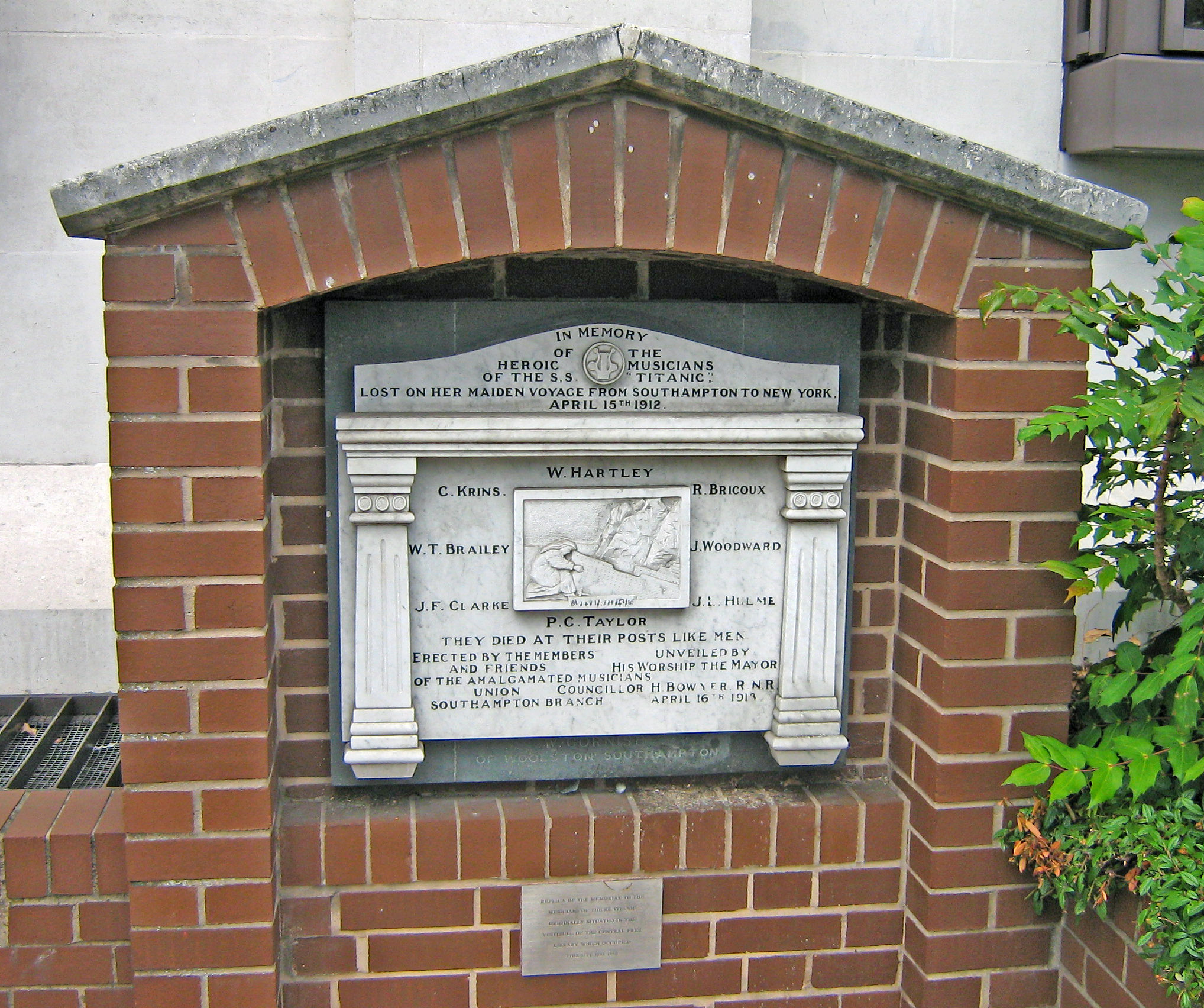
Het Titanic Musician’s Memorial

De moed en de daden van de orkestleden van de Titanic tijdens de schipbreuk veroorzaakten internationaal opschudding. Er werd een benefietconcert gegeven op 9 mei 1912 in de Apollo Club in Brooklyn 'voor familieleden van de muzikanten die zijn omgekomen tijdens de schipbreuk van de Titanic. Er werd ook op 24 mei 1912 in de Royal Albert Hall in Londen een concert gegeven voor meer dan 10.000 toeschouwers. Hieraan werkten meer dan vijfhonderd muzikanten van de zeven grootste orkesten van Londen mee. Bij de begrafenis van Wallace Hartley in Colne, Lancashire, was een massa van 30.000 personen aanwezig; hij is de enige muzikant die in Engeland begraven ligt. John Hume en John Clarke, van wie ook de lichamen geborgen waren door de Mackay-Bennett, het schip dat naar de rampplek was gestuurd om stoffelijke overschotten van de slachtoffers op te halen, zijn begraven in Halifax.
De vader van John Hume ontving een brief van de Black Talent Agency met de vraag om het agentschap een bedrag van 14 shilling en 7 cent terug te betalen, ter compensatie voor het verlies van het uniform van John bij de schipbreuk. Tijdens meerdere processen (vaak in het nadeel van de muzikanten) schoven het agentschap van gebroeders Black en de White Star Line elkaar de verantwoordelijkheid toe voor het betalen van de verzekering van de muzikanten. De pers die hierdoor geschokt was, nam de zaak op en er werd een steunfonds opgericht. De Amalgamated Musicians Union kwam hier gesterkt uit en wist de gebroeders Black te dwingen om arbeidsvoorwaarden te aanvaarden, hoewel de toepassing daarvan als het ging om muziek op schepen in de jaren daarna onduidelijk bleef.
Er zijn ook gedenktekens opgericht ter ere van de muzikanten. In Southampton werd op 19 april 1913 in de bibliotheek van de stad het ‘Titanic’ Musician's Memorial onthuld. Er kwam ook een buste op een marmeren sokkel van Wallace Hartley, in het stadspark van zijn geboorteplaats Colne, waar hij ook begraven is. De orkestleider komt ook voor in een fresco dat de geschiedenis van de stad weergeeft. Er werd ook een plaquette te zijner ere geplaatst op zijn huis in West Park Street in Dewsbury, in West-Yorkshire.
Er werd op 4 november 1912 een plaquette onthuld ter nagedachtenis aan de acht muzikanten in de Philharmonic Hall van Liverpool; de plaquette doorstond een brand in 1933 en de bombardementen tijdens de Tweede Wereldoorlog. Een gedenkplaat ter nagedachtenis aan Roger Bricoux werd op 2 november 2000 in Cosne-sur-Loire, de Franse stad waar hij geboren werd, aangebracht door de Association française du Titanic (AFT). De AFT hielp ook bij zijn rehabilitatie in hetzelfde jaar: de Amerikanen waren vergeten zijn overlijdensakte op te sturen en hij werd beschouwd als een deserteur tijdens de algemene mobilisatie voor de Eerste Wereldoorlog. Een plaquette ter nagedachtenis aan Georges Krins werd op 14 september 2002 geïnstalleerd in de Belgische stad Spa, op het Place Royal nummer 21, waar hij had gewoond.

### Film
In de meeste films over de scheepsramp komen de daden van het orkest tijdens deze nacht voor. In A night to remember (een film uit 1958), wordt de rol van Hartley gespeeld door Charles Belchier. Het orkest speelt, net als in werkelijkheid, op het dek en zet de hymne Nearer, My God, to Thee in, op de melodie van "Horbury" door John Bacchus Dykes, voordat het schip zinkt. Andere films over dit onderwerp kiezen voor de melodie Bethany van Lowell Mason; dat is ook de melodie die gespeeld wordt in de nazipropagandistische film Titanic uit 1943 en in de Hollywoodfilm met dezelfde naam uit 1953. Deze laatste film geeft een verkeerde voorstelling van de muzikanten, namelijk als koperblazers.
Ook de film Titanic van James Cameron uit 1997 gebruikt de Bethany-versie van Nearer My God to Thee. In deze film wordt de rol van orkestleider Hartley vertolkt door Jonathan Evans-Jones, en die van de andere muzikanten door het kwintet I Salonisti, dat bestaat uit Lorenz Hasler, Thomas Füri, Ferenc Szedlák, Béla Szedlák en Werner Giger. Het orkest speelt tijdens maaltijden en tijdens de kerkdienst. Het orkest is ook in andere scènes te zien, waar het muziek speelt die waarschijnlijk op de repertoirelijst stond van de White Star Line, zoals Alexander’s Ragtime Band, een populaire melodie uit 1911, of Weense walsen. Tijdens de schipbreuk, wanneer een van de musici aan Hartley vraagt wat het nut is van doorspelen wanneer er niemand naar hen luistert omdat de passagiers in paniek zijn, antwoordt deze hem dat er ook niemand naar hen luistert als ze tijdens het diner spelen. Deze zin komt ook voor in A night to remember. Later speelde het orkest ook Nearer, My God, to Thee. Deze scène en de zin die eraan voorafgaat ("het was een voorrecht om met jullie te spelen") kregen een cultstatus en werd gebruikt in de films The Simpsons en Osmosis Jones.

### Muziek
De Engelse componist Gavin Bryars componeerde tussen 1969 en 1972 een stuk, getiteld The Sinking of the Titanic. Dit stuk is geïnspireerd op het verhaal over het orkest op de avond van de ramp. Het doel van Bryars bij het componeren van dit werk was om een geluid te creëren dat het effect zou nabootsen van weerkaatsing in het water: ‘the music goes through a number of different states, reflecting an implied slow descent to the ocean bed which give a range of echo and deflection phenomena, allied to considerable high frequency reduction ‘.

Muzikant Ian Whitcomb werd in 1997 genomineerd voor een Grammy Award voor een album met nummers die mogelijk door het orkest gespeeld zijn.

## Externe bronnen
- (en)  Encyclopedia Titanica
- (en)  Titanic-Titanic.com